# Metadesmodora spinulosa
Metadesmodora spinulosa är en rundmaskart som först beskrevs av Christian Wieser 1959.  Metadesmodora spinulosa ingår i släktet Metadesmodora och familjen Desmodoridae. Inga underarter finns listade i Catalogue of Life.